# Condado de Nieva
El condado de Nieva es un título nobiliario español creado en 1466 por el rey Enrique IV de Castilla a favor de Diego López de Zúñiga, señor de Nieva de Cameros y de Valverde y mariscal de Castilla.

## Denominación
Su nombre hace referencia al municipio de Nieva de Cameros, en La Rioja.

## Condes de Nieva
|                        | Titular                                                      | Periodo                |
| Enrique IV de Castilla | Enrique IV de Castilla                                       | Enrique IV de Castilla |
| ---------------------- | ------------------------------------------------------------ | ---------------------- |
| I                      | Diego López de Zúñiga                                        | 1466-1480              |
| II                     | Pedro López de Zúñiga y Niño                                 | ¿?-¿?                  |
| III                    | Diego López de Zúñiga y Monroy                               | ¿?-antes de 1490       |
| IV                     | Francisca López de Zúñiga y Monroy                           | antes de 1490-1540     |
| V                      | Diego López de Zúñiga y Velasco                              | 1540-1564              |
| VI                     | Antonio de Zúñiga y Velasco                                  | 1564-1607              |
| VII                    | Mariana de Zúñiga y Arellano                                 | 1607-¿?                |
| VIII                   | Francisca de Zúñiga y Arellano                               | ¿?-1633                |
| IX                     | Francisco Antonio Silvestre de Ulloa y Zúñiga                | 1633-1653              |
| X                      | Mariana Tomasa de Ulloa Zúñiga y Velasco                     | 1653-1659              |
| XI                     | José Alejo de Cárdenas Ulloa y Zúñiga                        | 1659-1664              |
| XII                    | Francisca de Cárdenas y Castro                               | 1664-1669              |
| XIII                   | Lorenzo Antonio de Cárdenas Gamboa y Zúñiga                  | 1669-1706              |
| XIV                    | Melchor Francisco de Guzmán Osorio Dávila Manrique de Zúñiga | 1706-1710              |
| XV                     | Ana Nicolasa de Guzmán Osorio Dávila y Manrique de Zúñiga    | 1710-¿?                |
| XVI                    | Ventura Antonio Osorio de Moscoso y Guzmán Dávila y Aragón   | ¿?-1734                |
| XVII                   | Ventura Antonio Osorio de Moscoso y Fernández de Córdoba     | 1734-1776              |
| XVIII                  | Vicente Joaquín Osorio de Moscoso                            | 1776-1816              |
| XIX                    | Vicente Ferrer Isabel Osorio de Moscoso y Álvarez de Toledo  | 1816-1837              |
| XX                     | Vicente Pío Osorio de Moscoso                                | 1837-1864              |
| XXI                    | María Rosalía Luisa Osorio de Moscoso y Carvajal             | 1864-1918              |
| XXII                   | María Isabel Ruiz de Arana y Osorio de Moscoso               | 1919-1939              |
| XXIII                  | María de los Dolores de Bustos y Campero                     | 1953-1973              |
| XXIV                   | María del Perpetuo Socorro Osorio de Moscoso y Reynoso       | 1973-1974              |
| XXV                    | María de la Blanca Barón y Osorio de Moscoso                 | 1974-1977              |
| XXVI                   | Francisco Javier Castellano y Barón                          | 1977-actual titular    |

## Historia de los condes de Nieva

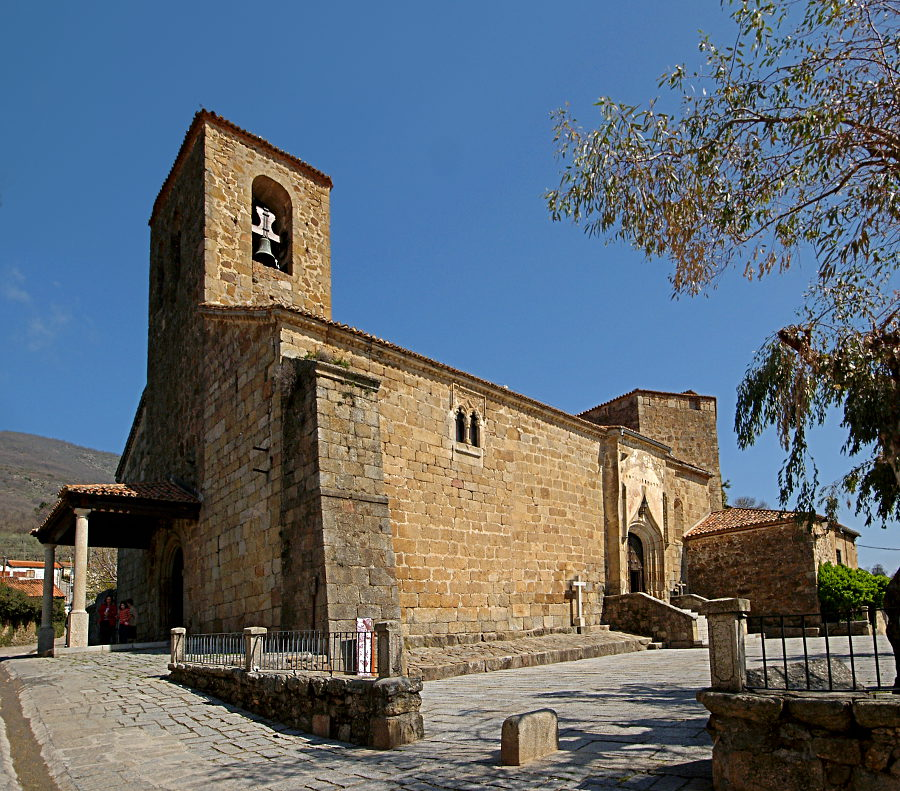
Iglesia de Santa María de Fuentes Claras en Valverde de la Vera donde se encuentra el sepulcro de los primeros condes de Nieva

- Diego López de Zúñiga (m. 1 de noviembre de 1480), I conde de Nieva,[2] señor de Nieva de Cameros y de Valverde y mariscal de Castilla, hijo de Íñigo Ortiz de Zúñiga, señor de Mendavia y Clavijo y almirante de Castilla[3] —hijo legítimo de Diego López de Zúñiga, justicia mayor del rey—,[4] y de Juana de Navarra,[5] hija ilegítima del rey Carlos III de Navarra y de Gracia del Verde.[6][7]

Casó en 1442 con Leonor Niño de Portugal, hija de Pero Niño, I conde de Buelna, y de Beatriz de Portugal, esta última hija del infante Juan de Portugal, I duque de Valencia de Campos, y de Constanza Enríquez, hija ilegítima del rey Enrique II de Castilla. Ambos recibieron sepultura en la iglesia de Santa María de Fuentes Claras, en el recinto del castillo de Valverde de la Vera. Sucedió su hijo:
- Pedro López de Zúñiga y Niño, II conde de Nieva.[2] Su tía, María Niño, le donó todos los bienes que había heredado de sus padres.[10]

Casó con Blanca de Herrera, también llamada Blanca Enríquez de Monroy, hija de Hernando de Monroy, señor de Belvís, Almaraz y Deleitosa, y de Catalina de Herrera y Enríquez. Sucedió su hijo:
- Diego López de Zúñiga y Monroy (m. antes de 1490), III conde de Nieva.[2]

Casó con Francisca de Velasco, hija de Sancho de Velasco, señor de Arnedo—tercer hijo de Pedro Fernández de Velasco el buen conde de Haro—, y de María Enríquez de Lacarra. Después de enviudar, Francisca tomó los hábitos y fue abadesa en el monasterio de Santa Clara en Medina de Pomar. Sucedió su hermana:
- Francisca López de Zúñiga y Monroy (1482-1540), IV condesa de Nieva.[2]

Casó con su cuñado, Antonio de Velasco (m. enero de 1523), señor de Arnedo, también hijo de Sancho de Velasco y hermano de Francisca, la esposa del III conde de Nieva. Le sucedió su hijo:
- Diego López de Zúñiga y Velasco (m. 1564), V conde de Nieva,[16][2] virrey del Perú.

Casó con María Enríquez de Almansa, hija de Francisco Enríquez de Almansa, I marqués de Alcañices, y de Isabel de Ulloa y Castilla. Sucedió su hijo:
- Antonio de Zúñiga y Velasco (m. 1607), VI conde de Nieva.[2]

Casó en 1559 con Catalina de Arellano, hija de Ana Ramírez de Arellano y Zúñiga, IV condesa de Aguilar de Inestrillas, y su esposo Pedro Ramírez de Arellano y Zúñiga. Le sucedió en 1595 su hija a quien cedió el título:
- Mariana de Zúñiga y Arellano, VII condesa de Nieva.[2]

Casó con Francisco Enríquez de Almansa y Manrique, I marqués de Valderrábano. Sucedió su hermana:
- Francisca de Zúñiga y Arellano (m. 1633), VIII condesa de Nieva.[2]

Casó con Luis de Ulloa, III marqués de la Mota. Sucedió su hijo:
- Francisco Antonio Silvestre de Ulloa y Zúñiga (m. 1653), IX conde de Nieva,[17][18] IV marqués de la Mota y caballero de la Orden de Santiago.[18]

Casó con Ana de Silva y Manrique, hija de Ruy Gómez de Silva y Mendoza, I marqués de la Eliseda y de su tercera esposa, Antonia Manrique de la Cerda. Sin descendencia, le sucedió su hermana:
- Mariana Tomasa de Ulloa Zúñiga y Velasco (m. 6 de junio de 1659), X condesa de Nieva[17][19] y V marquesa de la Mota.[17]

Casó con Diego de Cárdenas y Herrera, X conde de la Puebla del Maestre, grande de España. Sucedió su hijo:
- José Alejo de Cárdenas Ulloa y Zúñiga (Madrid, 26 de julio de 1602-1664), XI conde de Nieva,[17] IV marqués de Auñon,[19] XI conde de la Puebla del Maestre, grande de España,[20] VI marqués de la Mota y II marqués de Bacares.[19]

Casó el 11 de noviembre de 1657 de con Inés de Castro Cabrera-Bobadilla y Enríquez de Rivera, VI condesa de Chinchón, II marquesa de San Martín de la Vega, dama de la reina María de Austria, etc. Sucedió su hija:
- Francisca de Cárdenas y Castro (m. 23 de octubre de 1669), XII condesa de Nieva[17] V condesa de Auñón,[21] XII condesa de la Puebla del Maestre,[20] III marquesa de Bacares, VII marquesa de La Mota, VII condesa de Chinchón, III marquesa de San Martín de la Vega y menina de la reina.[21]

Sucedió su tío paterno:
- Lorenzo Antonio de Cárdenas Gamboa y Zúñiga (m. 6 de junio de 1706), XIII conde de Nieva,[17] VI marqués de Auñon,[19] XIII conde de la Puebla del Maestre, grande de España,[20] VIII marqués de la Mota, IV marqués de Bacares, caballero de la Orden de Santiago, mayordomo y gentilhombre de cámara de Carlos II, y embajador extraordinario en Francia.[19]

Casó cuatro veces: con Francisca de Saavedra y Guevara, con Micaela de Bracamonte y Alarcón, con Andrea de Velasco y con Francisca de Portocarrero y de la Cerda. Le sucedió un bisnieto de Beatriz de Velasco y Ramírez de Arellano, hermana de la VII y de la VIII condesa de Nieva, casada con Francisco de Guzmán y Zúñiga, II marqués de Villamanrique.
- Melchor Francisco de Guzmán Osorio Dávila Manrique de Zúñiga, también llamado Melchor Álvarez Osorio Gómez Dávila y Guzmán Manrique de Zúñiga[22] (m. 15 de abril de 1710), XIV conde de Nieva,[23][17]  VI marqués de Velada,[24] XII marqués de Astorga,[25] IX marqués de Ayamonte,[26] V marqués de Villamanrique, XIII conde de Trastámara, XIII conde de Santa Marta de Ortigueira, IV de San Román (antigua denominación), V conde de Saltés, XX señor de Turienzo y de Villalobos, alférez mayor hereditario del Pendón de la Divisa del rey, caballero de Calatrava, etc. Era hijo de Ana Dávila y Osorio, XI marquesa de Astorga, y de su esposo Manuel Luis de Guzmán y Manrique de Zúñiga, IV marqués de Villamanrique.[23]

Casó en primeras nupcias el 18 de diciembre de 1677 con Antonia Basilisa Josefa de la Cerda y en segundas nupcias el 16 de enero de 1684 con María Ignacia Fernández de Córdoba-Figueroa. Le sucedió del segundo matrimonio su hija, que fue su heredera universal según su testamento otorgado el 22 de febrero de 1710:
- Ana Nicolasa de Guzmán Osorio Dávila y Manrique de Zúñiga (8 de julio de 1692[28]-Madrid, 11 de diciembre de 1762), XV condesa de Nieva,[17][23] IV duquesa de Atrisco,[20] XIII marquesa de Astorga,[25] VII marquesa de Velada,[24] IV duquesa de Atrisco, X marquesa de Ayamonte,[26] VI condesa de Saltés,[23], XIV condesa de Santa Marta de Ortigueira,  XXI señora de Turienzo, y XVI señora de Villalobos.[23]

Casó el 13 de febrero de 1707 con Antonio Gaspar de Moscoso Osorio y Aragón (1689-3 de enero de 1725), XII conde de Monteagudo de Mendoza, VII marqués de Almazán, VIII conde de Altamira,  VIII marqués de Poza, VII conde de Lodosa, VII duque de Sanlúcar la Mayor, IV marqués de Leganés, III marqués de Morata de la Vega, IV marqués de Mairena, V conde de Arzarcóllar, V duque de Medina de las Torres, alcalde mayor de los hijosdalgos. Sucedió su hijo:
- Ventura Antonio Osorio de Moscoso y Guzmán Dávila y Aragón (m. 29 de marzo de 1734), XVI conde de Nieva,[23]  VI duque de Medina de las Torres,[33] VIII duque de Sanlúcar la Mayor,[31] V marqués de Leganés,[32] IX conde de Altamira,[30] VIII marqués de Almazán,[23] XI marqués de Ayamonte,[26] V marqués de Mairena,[23] V marqués de Monasterio,[23] IV marqués de Morata de la Vega,[23] IX marqués de Poza,[23] VI marqués de la Villa de San Román,[23] VII marqués de Villamanrique,[23] VI conde de Arzarcóllar,[23] VIII conde de Lodosa,[23] XIII conde de Monteagudo de Mendoza,[23] VII conde de Saltés[23] XV conde de Santa Marta de Ortigueira,[23] XIV conde de Trastámara en sucesión de su abuelo materno,[23] VII señor y príncipe de Aracena[23] XIV guarda mayor del reino de Castilla, alcalde mayor de los hijosdalgos. No heredó el marquesado de Astorga por haber fallecido a los diecinueve años de edad en vida de su madre.[23]

Casó el 10 de diciembre de 1731 con Buenaventura Fernández de Córdoba y Cardona (m. 9 de abril de 1768), de quien sería su primer esposo, IX duquesa de Baena, X duquesa de Soma, XI duquesa de Sessa, XV condesa de Cabra, XV condesa de Palamós, XI condesa de Avelino, XI condesa de Trivento, XX vizcondesa de Iznájar, XXI baronesa de Bellpuig, XI baronesa de Calonge, XII baronesa de Liñola. Después de enviudar, Buenaventura contrajo un segundo matrimonio el 21 de septiembre de 1749 con José María de Guzmán y Guevara, VI marqués de Montealegre, XIII conde de Oñate, etc., viudo de María Feliche Fernández de Córdoba y Spínola, con quien había tenido dos hijos, Diego Ventura de Guzmán y Fernández de Córdoba, XIV conde de Oñate, y María de la Concepción de Guzmán Guevara y Fernández de Córdoba. Esta última casó con su hermanastro, hijo de Buenaventura Fernández de Córdoba y Cardona y su primer marido, Ventura Antonio Osorio de Moscoso y Guzmán Dávila y Aragón. Sucedió su hijo:
- Ventura Antonio Osorio de Moscoso y Fernández de Córdoba (15 de diciembre de 1733-6 de enero de 1776),[40] XVII conde de Nieva,[39] V duque de Atrisco,[20]  X duque de Baena,[35] VII duque de Medina de las Torres,[41] IX duque de Sanlúcar la Mayor,[33] XI duque de Soma,[36] XII duque de Sessa,[34] XIV marqués de Astorga,[25] VI marqués de Leganés,[32] VIII marqués de Velada,[24] X conde de Altamira,[30] XVI conde de Cabra,[38] doce veces Grande de España, IX marqués de Almazán,[39] XII marqués de Ayamonte,[26] VI marqués de Mairena,[39] VI marqués de Monasterio,[39] V marqués de Morata de la Vega,[39] X marqués de Poza,[39] VII marqués de la Villa de San Román,[39] VIII marqués de Villamanrique,[39] VII conde de Arzarcóllar,[39] XII conde de Avelino,[39] IX conde de Lodosa,[39] XIV conde de Monteagudo de Mendoza,[39] XI conde de Oliveto,[39] XVI conde de Palamós,[39] VIII conde de Saltés,[39] XVI conde de Santa Marta de Ortigueira,[39] XV conde de Trastámara,[39] XII conde de Trivento,[39] XXI vizconde de Iznájar,[39] XXII barón de Bellpuig, XVI conde de Palamós,[39] XII barón de Calonge,[39] XIII barón de Liñola,[39] XXII señor de Turienzo, XVII señor de Villalobos, gentilhombre de cámara con ejercicio, XV alférez mayor hereditario del Pendón de la Divisa del rey, y caballerizo mayor del príncipe de Asturias.[39]

Contrajo matrimonio el 21 de septiembre de 1749 con su hermanastra, María Concepción de Guzmán y de la Cerda (m. 7 de octubre de 1803).. Sucedió su único hijo:
- Vicente Joaquín Osorio de Moscoso (Madrid, 17 de enero de 1756-26 de agosto de 1816),[42] XVIII conde de Nieva,[39] VI duque de Atrisco,[20]   XI duque de Baena,[35] XV duque de Maqueda,[43] VIII duque de Medina de las Torres,[41] X duque de Sanlúcar la Mayor,[33] XII duque de Soma,[36]  XIII duque de Sessa,[34] XV marqués de Astorga,[25] VII marqués de Leganés,[32] IX marqués de Velada,[24] XI conde de Altamira,[30] XVII conde de Cabra,[34] X marqués de Almazán,[39] XIII marqués de Ayamonte,[26] XVII marqués de Elche,[39] VII marqués de Mairena,[39] VII marqués de Monasterio,[39] VI marqués de Morata de la Vega,[39] XI marqués de Poza,[39] VIII marqués de la Villa de San Román,[39] IX marqués de Villamanrique,[39] VIII conde de Arzarcóllar,[39], XIII conde de Avelino,[39] X conde de Lodosa,[39] XV conde de Monteagudo de Mendoza,[39] XII conde de Oliveto,[39] XVII conde de Palamós,[39] IX conde de Saltes,[39] XVII conde de Santa Marta de Ortigueira,[39] XVI conde de Trastámara,[39] XIII conde de Trivento,[39] XXIII barón de Bellpuig, XIII barón de Calonge, XIV barón de Liñola, XXIII señor de Turienzo, XVIII señor de Villalobos, guarda mayor hereditario del reino de Castilla, XVI alférez mayor hereditario del Pendón de la Divisa del rey, caballero de la Orden del Toisón de Oro, gran cruz de la Orden de Carlos III y gentilhombre de cámara con ejercicio.

Casó en primeras nupcias el 3 de abril de 1774 con María Ignacia Álvarez de Toledo y Gonzaga, hija de Antonio Álvarez de Toledo Osorio Pérez de Guzmán el Bueno y su segunda esposa, María Antonia Gonzaga, marqueses de Villafranca del Bierzo, y en segundas, siendo su segundo esposo, con María Magdalena Fernández de Córdoba y Ponce de León, hija de los marqueses de Puebla de los Infantes. Le sucedió el segundogénito de su primer matrimonio:
- Vicente Ferrer Isabel Osorio de Moscoso y Álvarez de Toledo (Madrid, 19 de noviembre de 1777-31 de agosto de 1837), XIX conde de Nieva,[44] VII duque de Atrisco,[20] VII duque de Atrisco,[20] XII duque de Baena,[35] XVI duque de Maqueda,[43] IX duque de Medina de las Torres,[41] XI duque de Sanlúcar la Mayor,[33] XIII duque de Soma,[36] XIV duque de Sessa,[34] XVI marqués de Astorga,[25] VIII marqués de Leganés,[32] X marqués de Velada,[24] XII conde de Altamira,[30] XVIII conde de Cabra,[38] XI marqués de Almazán,[44] XIV marqués de Ayamonte,[26] VIII marqués de Mairena,[44] VIII marqués de Monasterio,[44] VII marqués de Morata de la Vega,[44] XII marqués de Poza,[44] IX marqués de la Villa de San Román,[44] X marqués de Villamanrique,[44] IX conde de Arzarcóllar,[44] XV conde de Avelino,[44] XI conde de Lodosa,[44] XVI conde de Monteagudo de Mendoza,[44] XIV conde de Oliveto, XVIII conde de Palamós,[44] X conde de Saltés,[44] XVIII conde de Santa Marta de Ortigueira,[44] XVIII conde de Trastámara,[44] XV conde de Trivento,[44] XXIII vizconde de Iznájar,[44] XXIV barón de Bellpuig,[44] XIV barón de Calonge,[44] XV barón de Liñola,[44] X señor y príncipe de Aracena XXIV señor de Turienzo y XIX señor de Villalobos, gentilhombre de cámara con ejercicio, XV alférez mayor hereditario del Pendón de la Divisa del rey y caballerizo mayor del príncipe de Asturias.[44]

Casó en primeras nupcias el 12 de febrero de 1798 con María del Carmen Ponce de León y Carvajal, VIII marquesa de Castromonte, V condesa de Garcíez, hija de Antonio María Ponce de León Dávila y Carrillo de Albornoz, III duque de Montemar, VIII marqués de Castromonte, V conde de Valhermoso, y de María del Buen Consejo Carvajal y Gonzaga, hija de Manuel Bernardino de Carvajal y Zúñiga, VI duque de Abrantes, V duque de Linares, etc. Contrajo un segundo matrimonio el 14 de febrero de 1834 con María Manuela de Yanguas y Frías. Sucedió su hijo del primer matrimonio:
- Vicente Pío Osorio de Moscoso (Madrid, 1 de agosto de 1801-22 de febrero de 1864), XX conde de Nieva,[44] VIII duque de Atrisco,[20] XIII duque de Baena,[35] X duque de Medina de las Torres,[41] X duque de Montemar,[45] XII duque de Sanlúcar la Mayor,[33] XIV duque de Soma,[36] XV duque de Sessa,[34] XVII marqués de Astorga,[25] IX marqués de Castromonte,[46] IX marqués de Leganés,[32] XVII duque de Maqueda,[47] XI marqués de Velada,[24] XIII conde de Altamira,[30] XIX conde de Cabra,[38] XII marqués de Águila,[44] XII marqués de Almazán,[44] XV marqués de Ayamonte,[26] XIX marqués de Elche,[44] IX marqués de Mairena,[44] IX marqués de Monasterio,[44] XIII marqués de Montemayor,[44] VIII marqués de Morata de la Vega,[44] XIII marqués de Poza,[44] X marqués de la Villa de San Román,[44] XI marqués de Villamanrique,[44] X conde de Arzarcóllar,[44] XV conde de Avelino,[44] VI conde de Garcíez,[44] XII conde de Lodosa,[44] XVII conde de Monteagudo de Mendoza,[44] XIV conde de Oliveto,[44] XVI conde de Palamós,[44] XI conde de Saltés,[44] XIX conde de Santa Marta de Ortigueira,[44] XIX conde de Trastámara,[44] XV conde de Trivento,[44] V conde de Valhermoso,[44] XXIV vizconde de Iznájar,[44] XXV barón de Bellpuig,[44] XV barón de Calonge,[44] XVI barón de Liñola,[44] X señor y príncipe de Aracena, XXV y último señor de Turienzo y XX y último señor de Villalobos, XVIII alférez mayor hereditario del pendón de la divisa del rey, comendador mayor de la Orden de Alcántara, caballero de la Orden de Carlos III, sumiller de corps del rey, gran canciller del consejo de Hacienda, presidente del real cuerpo de nobleza de Madrid[44] y senador por la provincia de León (1843-1845) y vitalicio (1845-1850).[48]

Casó en 1821, en Madrid, con María Luisa de Carvajal Vargas y Queralt, hija de José Miguel de Carvajal y Vargas, II duque de San Carlos, VI conde de Castillejo, IX conde del Puerto y de su segunda mujer María Eulalia de Queralt y de Silva, hija de Juan Bautista de Queralt, de Silva y de Pinós, VII marqués de Santa Coloma y de María Luisa de Silva VII marquesa de Gramosa y XV condesa de Cifuentes. Le sucedió su hija en 1864 por renuncia de su hermano a quien correspondía por la muerte de su padre:
- María Rosalía Luisa Osorio de Moscoso y Carvajal (París, 19 de marzo de 1840-19 de noviembre de 1918), XXI condesa de Nieva,[50] X marquesa de Castromonte (estos dos títulos por renuncia de su hermano, José María Osorio de Moscoso y Carvajal),[51] XIV duquesa de Baena y dama de la reina.[50]

Casó el 25 de febrero de 1859 con José María Ruiz de Arana y Saavedra, X conde de Sevilla la Nueva. Sucedió su hija:
- María Isabel Ruiz de Arana y Osorio de Moscoso (Madrid, 6 de julio de 1865-Madrid, 1939), XXII condesa de Nieva,[52] XV condesa de Oliveto y dama de la Orden de María Luisa.[52]

Casó con Alfonso de Bustos y Bustos, IV marqués de las Almenas y IX marqués de Corvera, grande de España. Le sucedió su nieta, hija de Alfonso de Bustos y Ruiz de Arana, II duque de Huete, y de María Campero y Cervantes:
- María de los Dolores de Bustos y Campero, XXIII condesa de Nieva,[53][54]

Casó con Pedro Sorela y del Corral. Sin descendencia, le sucedió:
- María del Perpetuo Socorro Osorio de Moscoso y Reynoso (Madrid, 30 de junio de 1899-Ávila, 20 de octubre de 1980),[55] XXIV condesa de Nieva,[56] XX marquesa de Ayamonte, XXI duquesa de Maqueda,[57] XIX duquesa de Sessa,[34] XX marquesa de Astorga, XVIII condesa de Altamira, XXV condesa de Cabra,[58] III duquesa de Santángelo, XVI marquesa de Águila,  XX marquesa de Ayamonte,[58] XXI marquesa de Elche, XI marquesa de Pico de Velasco de Agustina, XIII marquesa de la Villa de San Román, XIII condesa de Fuenclara, XIII condesa de Lodosa,[59]  XXIII condesa de Priego, XXIV condesa de Trastámara.[55] Después de enviudar, profesó como carmelita descalza y falleció en el convento de la Encarnación en Ávila.

Casó en Madrid el 15 de enero de 1917 con Leopoldo Barón y Torres (1890-1952), abogado y caballero de la Orden de Calatrava. Sucedió su hijo en 1954:
- María de la Blanca Barón y Osorio de Moscoso (Ávila, 10 de junio de 1925-8 de marzo de 1999), XXV condesa de Nieva,[60] XXIV condesa de Priego, XXV condesa de Trastámara, XIV marquesa de Almazán, XI condesa de Monteagudo de Mendoza, XV marquesa de Montemayor, XX condesa de Santa Marta de Ortigueira, VII condesa de Valhermoso.[55]

Casó el 12 de junio de 1944, en Madrid, con Jaime Castellano y Mazzarredo (1914-1977), IV marqués de Montemolín, II conde pontificio de Castellano y caballero de la Orden de San Juan de Jerusalén. En 1976 cedió el título a su hijo que le sucedió en 1977:
- Francisco Javier Castellano y Barón, XXVI y actual conde de Nieva.[61]

Casado con María de la Almudena de Salamanca y Suelves, condesa de Campo Alange, grande de España.